# 必殺仕事人V・旋風編
『必殺仕事人V・旋風編』（ひっさつしごとにん ファイブ せんぷうへん）は1986年11月7日から1987年3月6日まで、テレビ朝日系で毎週金曜日22:00 - 22:54に全14話が放送されたテレビ時代劇である。朝日放送と松竹（京都映画撮影所、現・松竹撮影所）の共同製作。主演は藤田まこと。
必殺シリーズの第27作、必殺仕事人シリーズの第7作、中村主水シリーズの13作目である。

## 概要
前作『必殺仕事人V・激闘編』は初期必殺シリーズを彷彿とさせるハードボイルドな作風への原点回帰作であったが第二次仕事人ブームを支持した層からの支持は得られず、視聴率は低迷する。本作は路線を再度変更して、後期必殺シリーズらしいコメディ要素とコミカルなシーン、放映当時の世相のパロディを多く盛り込んだ娯楽色の強い作品となった。
筆頭同心 田中の上役　与力 鬼塚が登場し、主水の奉行所でのいびられ方がよりユーモラスとなる。西順之助は『必殺仕事人V』以来の再登場となり、彼に付きまとう、おりんと千代松が新しく登場した。
当初は全26話を予定していたが、出門英がスケジュールの都合で降板しなければならなくなったことに加え、視聴率は低迷。中村主水シリーズとしては異例の全14話で打ち切りとなった。本作 最終話の1年後の世界を描いた続編『必殺仕事人V・風雲竜虎編』が翌週より開始。主題歌は本作から変更されなかった。
本作では新たに用意されたBGMは収録方法が『必殺仕事人IV』以来のモノラルとなった。

## あらすじ（第1話）
真砂屋一味との死闘（映画『必殺! III 裏か表か』）の後、主水は裏稼業とは距離を置き、南町奉行所に務めていた。しかし、新たに着任した与力の鬼塚より、新造された「石川島百軒長屋」の番所への異動を命じられる。百軒長屋は幕府肝いりの政策ということだが、それは事実上の左遷であった。憂鬱な主水だったが、そこで、かつての仲間の西順之助と出会う。順之助は留学先の長崎から舞い戻り、幕府の福祉政策の一環として、百軒長屋で歯医者を開業していた。
その夜、主水はある悪人の死体を発見し、彼を殺したのが百軒長屋で便利屋を営む、お玉と船宿「磯春」の船頭兼板前の銀平と知る。お玉は元から主水が仕事人であることを知っており、殺しを問い詰める主水に自分は「仕事人の元締上方の虎の娘」だと明かす。そして裏稼業に誘うが、主水はこれを断る。
その頃、百軒長屋の住人を対象に仕事の斡旋を行う上総屋が現れる。上総屋の狙いは仕事が終わった後に酒と博打で借金を作らせて金を巻き上げることだった。上総屋の餌食になった佐助が奉行所へ訴え出るが鬼塚に取り合ってもらえず、その帰り道に上総屋の配下に口封じのために殺害されてしまう。
佐助や長屋の住人たちの晴らせぬ恨みを見た主水は裏稼業に復帰することを決意し、順之助とともにお玉の下に赴く。そして、主水、順之助、銀平、お玉の4人で、上総屋一味を始末する。
しかし、主水は追手に狙われてしまう。追跡中に飛び込んだのは偶然にも、江戸に戻っていた鍛冶屋の政の家だった。主水と政は追手を殺し、主水は「借りを作るのは嫌だ」と言って、政に金を渡す。
ここに、新たな仕事人グループが結成された。

## 登場人物

### 仕事人
中村主水
演 - 藤田まこと
南町奉行所の定廻り同心。第1話で、石川島百軒長屋の番所への異動を命じられる。
再会した順之助に対しては表では「先生」と呼んでおり、裏の仕事も信頼を置くようになった。
鍛冶屋の政
演 - 村上弘明
江戸に舞い戻り、鍛冶屋を開いていたところに裏稼業で敵に追われている主水が偶然飛び込んで来て、悪人を始末したことで仕事人に復帰した。
最終回で、親しくなった女中の滝山や順之助、銀平を助けることができず、悲痛を受ける。
夜鶴の銀平
演 - 出門英
表稼業は船宿「磯春」の板前で、船頭も兼ねている。主水によれば、かつては仕事人の元締 上方の虎の配下だったと言う。
落ち着いた性格で、日常では他のメンバーと絡むことは少ない。
最終回で火薬の爆発に巻き込まれ、政の助けをあえて拒否し、夜の川の闇に消える。
便利屋お玉
演 - かとうかずこ（現・かとうかず子）
仕事人の密偵。表稼業は百軒長屋で、便利屋を営む。仕事の話や金の受け渡しもお玉の家で行う場合が多く、他には川の傍の小屋でも行う。
主水と出会う前は銀平と組み、裏の仕事を請け負っていた。仕事人の元締 上方の虎の娘だと言う。
姉御肌の女性で、長屋の住人たちと仲がいい。主水の裏の顔を知っているため、御法度である長屋内での商売を黙認させようと直談判を行った。
主に情報収集と仕事の依頼を受ける役目で、順之助の殺しのサポートも行う。見かけによらず、人並み外れた跳躍力がある。
演じた、かとうは初期の次回予告を担当。
西順之助
演 - ひかる一平
かつて主水と組んでいた仕事人で、西洋医学所の試験に合格後、長崎の留学を終え、江戸の百軒長屋で歯科医を開業していた。
半人前の若造と見られていた以前とは異なり、表稼業、裏稼業ともに一人前になったと認められており、主水の信頼を得ている。主水に対する呼び方は初登場の『必殺仕事人III』から『必殺仕事人V』まで「おじさん」で通してきたが、本作では「中村さん」に変わっている。
最終回で、自らが携帯していた火薬の引火による爆発に巻き込まれ、行方不明となる。

### その他
中村せん
演 - 菅井きん
主水の姑。あいわらず、婿養子の主水をいびる。
中村りつ
演 - 白木万理
主水の妻。せんとともに、婿養子の主水をいびる。主水が左遷されたため、肩身の狭い思いをしている。
筆頭同心 田中
演 - 山内としお
南町奉行所の筆頭同心で、主水の上司。上司の鬼塚と一緒にいることが多く、主水を叱ったりする。
与力 鬼塚
演 - 西田健
南町奉行所の与力で、田中の上司。部下の田中と一緒に登場することが多い。短気な性格で、昼行灯の主水を大声で叱る。
千代松
演 - 遠藤太津朗
百軒長屋の住人。オカマの中年男性で順之助に惚れており、順之助の同意を得ず、勝手に歯医者の助手となる。
最終回での百軒長屋の焼失以降の動向は描かれていない。
おりん
演 - 桃山みつる
百軒長屋の住人。年下好きな世話好きの女性で順之助を好いており、順之助の同意を得ず、勝手に歯医者の手伝いをする。千代松とは互いに相手を牽制して、順之助を隙あらば狙っている。
第11話で夫がいること、夫の不在中に若い男と浮気している様子が描かれている。
最終回で起きた鶴の事件では事の発端となり、百軒長屋の焼失以降の動向は描かれていない。
小者 六平
演 - 妹尾友信
南町奉行所の小者。主水の部下ではないが、百軒長屋の雑務を押し付けられることが多い。
おさき
演 - 菅原昌子
船宿「磯春」の女中。
演じた菅原は中盤以降の次回予告を担当。

### ゲスト
第1話 「主水、エスカルゴを食べる」
- お松 - あき竹城
- 高森正太夫 - 中田浩二
- 上総屋久七 - 吉原正皓
- 佐助 - 不破万作
- 番頭伊平 - 大木晤郎
- 次郎吉 - 下元年世
- 手代清吉 - 武井三二
- 三郎太 - 東田達夫
- 用心棒 - 東悦次
- 用心棒 - 加藤正記

第2話 「りつ、ハウスマヌカンになる」
- お志麻 - 中村明美
- 聖古堂勘兵衛 - 高城淳一
- 水野久三郎 - 伊藤敏八
- 真珠院 - 泉じゅん
- 朝吉 - 南条好輝
- お糸 - 桂川京子
- 小太郎 - 小日向範威
- 弥助 - 滝譲二
- 番頭 - 伊波一夫
- そば屋の主 - 伝法三千雄

第3話 「主水、殺人ツアーに出かける」
- 稲葉備中守 - 菅貫太郎
- 直吉 - 丹波義隆
- 久世京四郎 - きくち英一
- 卯之 - 吉村敏
- 信助 - 友居達彦
- 小夜 - 本城ゆき
- 間部信玄 - 楠年明
- 田之倉良善 - 玉生司朗
- 藤尾良憲 - 野上哲矢
- 常松 - 中嶋俊一
- 小笠原一徳 - 柳原久仁夫
- 久乃 - 谷口友香
- 米倉小太郎 - 谷口孝史
- 一也 - 生駒恭明治
- 飛脚 - 土居哲夫

第4話 「せん、りつ、カチンカチン体操をする」
- 黒岩忠継 - 上野山功一
- おたき - 山本ゆか里
- 殿村主記 - 田畑猛雄
- 源蔵 - 重久剛一
- 七兵衛 - 西園寺章雄
- 青木田右衛門 - 水上保広
- 利平 - 松本圭昌
- 吾助 - 鍋島浩
- 医師 - 松尾勝人
- 村人 - 伊波一夫
- 村人 - 東田達夫
- 村人 - 田中喜美子
- 飛脚 - 土居哲夫
- 侍 - 松田吉博
- 村役人 - 丸尾好広
- 村役人 - 加藤正記

第5話 「主水、X'マスプレゼントする」
- 宗次郎 - 辰巳琢郎
- お小夜 - 貴倉良子
- 加納源太夫 - 高峰圭二
- 水城 - 田中弘史
- 永倉 - 石倉英彦
- お糸 - 加藤由美
- 大国屋 - 寺下貞信
- 与助 - 升毅
- 萩江 - 小野朝美
- 牧野守正 - 峰蘭太郎
- 雪乃 - 森下祐巳子
- 西田屋 - 松尾勝人（2回目）
- 男 - 加藤正記
- 男 - 平井靖

第6話 「主水 バースになる」
- おみね - 斉藤林子
- 屋敷宗久 - 中山昭二
- 倉持典膳 - 遠藤征慈
- 留吉 - 草川祐馬
- 辰蔵 - 徳田興人
- 谷村 - 須永克彦

第7話 「主水、せん、りつ、ダブルベッドに寝る」
- マリア - マリアン
- カピタン - 大月ウルフ
- 中村弾正利重 - 西山辰夫
- 長崎屋 - 石浜祐次郎

第8話 「主水、コールガールの仇をうつ」
- おむら - 千野弘美
- 鎌吉 - 河原さぶ
- 騎西屋宇兵衛 - 牧冬吉
- 多吉 - 坂西良太
- 玄達 - 芝本正

第9話 「主水、りつ、ラブホテルに行く」
- 中井平次郎 - 原口剛
- おしの - 里見和香
- 矢源太  阿波地大輔
- 仙蔵 - 下元年世
- お米 - 紅萬子

第10話 「主水、ワープロをうつ」
- とせ - 大信田礼子
- 金森右京 - 上野山功一
- 伊良子屋 - 高木二朗

第11話 「主水の隠し子現れる」
- お島 - 中村メイコ
- 矢平次 - 浜田晃
- 伊吹 - 北村晃一
- お小夜 - 三沢恵理

第12話 「主水、ネズミ捕りにかかる」
- 雲州斎可楽 - 島田順司
- おしん - 牛原千恵
- 留蔵 - 藤沢徹夫
- 音松 - 大橋壮多
- おちか - 鈴川法子

第13話 「主水、化粧をする」
- 藤尾欽太郎 - 山本陽一
- 藤尾欽兵衛 - 有川博
- 宮沢一学 - 北原義郎
- 今千之丞 - 江端郁世
- 林喜助 - 石倉英彦
- 佐藤 - 有川正治

第14話 「主水、大奥の鶴を食べて失業する」
- 山口俊助 - 本郷直樹
- 滝山 - 舟倉由佑子
- 戸吹屋 - 徳田興人

## 殺し技
中村主水
悪人を油断させながら、一瞬の隙を付いて、脇差を相手の急所に刺す。
鍛冶屋の政
手槍で、悪人の首筋を突き刺す。
仕事時のBGMは第3話の冒頭では「夜霧を裂いて」が使われ、第4話以降は「殺しの旋風」が使われた。
夜鶴の銀平
釣竿に通した糸の先に付けた金属製の折鶴を飛ばし、悪人の首に巻き付け、糸を引っ張り、鶴のクチバシに当たる尖った部分で、相手の喉笛を突き刺す。
西順之助
竹製の大筒の中に火薬を仕込み、導火線を点火させ、悪人に向けて発射、爆死させる。2人同時に仕留めることができる。
悪人を貫通した砲弾が背後で爆発し、驚愕の表情を浮かべながら、悪人が絶命する演出がなされた。長崎に留学していた頃に考えていたらしく、主水は第1話でその話を聞いた時「長崎で何を学んだんだか」と苦笑していた。

## スタッフ
- 制作 - 山内久司（朝日放送）
- プロデューサー - 奥田哲雄（朝日放送）、辰野悦央（朝日放送）、櫻井洋三（松竹）
- 脚本 - 田上雄、保利吉紀、中原朗、林千代、篠崎好、安倍徹郎、吉田剛
- 音楽 - 平尾昌晃
- ナレーター - 中村梅之助
- 協力 - エクラン演技集団、新演技座
- 監督 - 工藤栄一、水川淳三、田中徳三、石原興、原田雄一、松野宏軌
- 製作協力 - 京都映画撮影所（現・松竹撮影所）
- 制作 - 朝日放送、松竹

## 主題歌・挿入歌
- 主題歌 - 川中美幸「愛は別離（わかれ）」[14]（テイチクレコード【現・テイチクエンタテインメント】）
  - 作詞：なかにし礼／作曲：浜圭介／編曲：桜庭伸幸
  - 次作『必殺仕事人V・風雲竜虎編』でも使用された。
- 挿入歌 - 川中美幸「風花」（テイチクレコード【現・テイチクエンタテインメント】）
  - 作詞：中西冬樹／作曲：伊豆康臣／編曲：桜庭伸幸
  - 「愛は別離」のB面。

## 放送日程
- サブタイトルは画面上では「主水」の後、改行して、次の言葉になるが、便宜上「、」を用いる。

| 話数   | 放送日         | サブタイトル                         | 脚本     | 監督     |
| ------ | -------------- | ------------------------------------ | -------- | -------- |
| 第1話  | 1986年11月07日 | 主水、エスカルゴを食べる             | 田上雄   | 工藤栄一 |
| 第2話  | 11月14日       | りつ、ハウスマヌカンになる           | 保利吉紀 | 水川淳三 |
| 第3話  | 12月05日       | 主水、殺人ツアーに出かける           | 保利吉紀 | 田中徳三 |
| 第4話  | 12月12日       | せん、りつ、カチンカチン体操をする   | 中原朗   | 松野宏軌 |
| 第5話  | 12月19日       | 主水、X'マスプレゼントする           | 林千代   | 松野宏軌 |
| 第6話  | 1987年1月09日  | 主水 バースになる                    | 保利吉紀 | 田中徳三 |
| 第7話  | 1月16日        | 主水、せん、りつ、ダブルベッドに寝る | 篠崎好   | 水川淳三 |
| 第8話  | 1月23日        | 主水、コールガールの仇をうつ         | 安倍徹郎 | 水川淳三 |
| 第9話  | 1月30日        | 主水、りつ、ラブホテルに行く         | 篠崎好   | 田中徳三 |
| 第10話 | 2月06日        | 主水、ワープロをうつ                 | 安倍徹郎 | 石原興   |
| 第11話 | 2月13日        | 主水の隠し子現れる                   | 篠崎好   | 原田雄一 |
| 第12話 | 2月20日        | 主水、ネズミ捕りにかかる             | 保利吉紀 | 松野宏軌 |
| 第13話 | 2月27日        | 主水、化粧をする                     | 吉田剛   | 原田雄一 |
| 第14話 | 3月06日        | 主水、大奥の鶴を食べて失業する       | 吉田剛   | 松野宏軌 |

## ネット局
※途中で打ち切られた局や、しばらくの間放送する他系列ネットの局がある。
系列は放送当時のもの。
| 放送対象地域   | 放送局             | 系列                          | 備考               |
| -------------- | ------------------ | ----------------------------- | ------------------ |
| 近畿広域圏     | 朝日放送           | テレビ朝日系列                | 制作局             |
| 関東広域圏     | テレビ朝日         | テレビ朝日系列                |                    |
| 北海道         | 北海道テレビ       | テレビ朝日系列                |                    |
| 青森県         | 青森放送           | 日本テレビ系列 テレビ朝日系列 |                    |
| 岩手県         | テレビ岩手         | 日本テレビ系列                |                    |
| 宮城県         | 東日本放送         | テレビ朝日系列                |                    |
| 秋田県         | 秋田テレビ         | フジテレビ系列 テレビ朝日系列 |                    |
| 山形県         | 山形放送           | 日本テレビ系列 テレビ朝日系列 |                    |
| 福島県         | 福島放送           | テレビ朝日系列                |                    |
| 新潟県         | 新潟テレビ21       | テレビ朝日系列                |                    |
| 長野県         | テレビ信州         | テレビ朝日系列 日本テレビ系列 |                    |
| 山梨県         | テレビ山梨         | TBS系列                       |                    |
| 富山県         | 富山テレビ         | フジテレビ系列                |                    |
| 石川県         | 石川テレビ         | フジテレビ系列                |                    |
| 福井県         | 福井テレビ         | フジテレビ系列                |                    |
| 静岡県         | 静岡けんみんテレビ | テレビ朝日系列                | 現・静岡朝日テレビ |
| 中京広域圏     | 名古屋テレビ       | テレビ朝日系列                |                    |
| 鳥取県・島根県 | 山陰放送           | TBS系列                       |                    |
| 広島県         | 広島ホームテレビ   | テレビ朝日系列                |                    |
| 山口県         | 山口放送           | 日本テレビ系列 テレビ朝日系列 |                    |
| 徳島県         | 四国放送           | 日本テレビ系列                |                    |
| 香川県・岡山県 | 瀬戸内海放送       | テレビ朝日系列                |                    |
| 愛媛県         | 南海放送           | 日本テレビ系列                |                    |
| 高知県         | テレビ高知         | TBS系列                       |                    |
| 福岡県         | 九州朝日放送       | テレビ朝日系列                |                    |
| 長崎県         | 長崎放送           | TBS系列                       |                    |
| 熊本県         | テレビ熊本         | フジテレビ系列 テレビ朝日系列 |                    |
| 大分県         | 大分放送           | TBS系列                       |                    |
| 宮崎県         | 宮崎放送           | TBS系列                       |                    |
| 鹿児島県       | 鹿児島放送         | テレビ朝日系列                |                    |
| 沖縄県         | 琉球放送           | TBS系列                       |                    |

## 逸話
- 本作は当初、撮影日程に余裕が無く、夜鶴の銀平の殺し技が決まらないことから撮影スケジュールが逼迫。第3話で、ABCへの撮影フィルムの納品が間に合わない状況となった。番組関係者の責任問題に発展しかねない事態になるところであったが放送予定日当日（1986年11月21日）夜の三原山噴火による報道番組の特別編成に伴い、本作は放送中止となった。キー局のテレビ朝日の番組編成の都合上、本作の次の放送日が12月5日となったことから撮影フィルム未納の事態は免れた[17]。

## 前後番組
| テレビ朝日系 金曜22時台（当時はABCの制作枠）      | テレビ朝日系 金曜22時台（当時はABCの制作枠）         | テレビ朝日系 金曜22時台（当時はABCの制作枠）              |
| 前番組                                            | 番組名                                               | 次番組                                                    |
| ------------------------------------------------- | ---------------------------------------------------- | --------------------------------------------------------- |
| 必殺まっしぐら! （1986年8月8日 - 1986年10月31日） | 必殺仕事人V・旋風編 （1986年11月7日 - 1987年3月6日） | 必殺仕事人V・風雲竜虎編 （1987年3月13日 - 1987年7月31日） |